# ローレル・クラーク
ローレル・ブレア・サルトン・クラーク（Laurel Blair Salton Clark、1961年3月10日 - 2003年2月1日）は、アメリカ合衆国の医師、アメリカ海軍大佐、アメリカ航空宇宙局の宇宙飛行士である。コロンビア号空中分解事故に巻き込まれて亡くなった。

## 私生活
クラークはアイオワ州エームズで生まれたが、故郷はウィスコンシン州ラシーンだと見なされている。後にコロンビア号空中分解事故に関する400ページに上るNASAの公式レポートをまとめた、NASAの航空医官で夫のジョナサン・クラークと息子のイアン・クラークを残して亡くなった。
クラークはガンマ・ファイ・ベータ女子学生クラブのメンバーだった。KC5ZSUというコールサインで、連邦通信委員会からアマチュア無線の免許を受けている。

## 教育
- 1979年：ラシーンのウィリアム・ホーリック高校を卒業
- 1983年：ウィスコンシン大学マディソン校で動物学の学位を取得
- 1987年：ウィスコンシン大学マディソン校で医学の博士号を取得

## 栄典
クラークは次のような多くの勲章を受けている。
- 海軍殊勲章†
- 海軍・海兵隊功労勲章†
- 宇宙名誉勲章†
- NASA殊勲賞†
- NASA宇宙飛行メダル
- 国防従軍章

†の印がついたものは死後の追贈。

## 記念など
- ローレル・クラーク (小惑星)
- コロンビア・ヒルズ (火星)にあるクラーク・ヒル
- フロリダ工科大学にあるクラーク・ホール
- ラシーンにあるドクター・ローレル・サルトン・クラーク記念基金
- 海軍航空医学研究所にあるローレル・クラーク&デビッド・ブラウン航空医学学術センター

## 軍歴
クラークは医学を学んでいた1987年3月にアメリカ海軍潜水実験隊での訓練を熱心に行っていた。医学校を卒業すると、彼女は1987年から1988年まで海軍医療センターで小児科学の研究を行った。その後コネチカット州グロトンの海軍海中医学研究所、フロリダ州パナマ市の海軍ダイビング&サルベージトレーニングセンターで働いた。その後、スコットランドホーリー・ロッホの潜水艦第14艦隊軍医長として勤務期間中、彼女はアメリカ海軍及びNavy SEALsの潜水員とともにたびたび潜水を行って、潜水艦から多くの医療救助を行った。
その後クラークは、フロリダ州ペンサコーラの海軍航空医学研究所で6ヶ月間の航空医学の訓練を受け、航空医官となった。アリゾナ州ユマの海兵隊飛行場に滞在し、アメリカ海兵隊ハリヤー夜襲部隊に所属した。1度の西太平洋遠征を含む何度か従軍し、厳しい環境の中で医療活動を行った。この作戦によって、彼女の部隊は年間最優秀部隊を獲得した。

## NASAでのキャリア
1996年4月にNASAの宇宙飛行士に選ばれ、1996年8月からジョンソン宇宙センターに勤めるようになったと言われている。2年間の訓練と評価を経た後、彼女はミッションスペシャリストの資格を得た。1997年7月から2000年8月にかけて、クラークはペイロード/居住性局の宇宙飛行士室で働いた。クラークはSTS-107で宇宙を訪れ、15日22時間20分宇宙に滞在した。

### 宇宙飛行経験
- STS107 -  コロンビア - 16日間の宇宙飛行を行い、科学実験を行った。1日2交代制で24時間働き、約80の実験を実施した。生物学の実験としては、宇宙でのガーデニングなどがあったと、死の前日にミルウォーキーのメディアに答えている。STS-107のミッションは、2003年2月1日にコロンビアが大気圏再突入に失敗して突然終わった。着陸の予定時間の16分前だった。

残骸から回収された機上のビデオテープによると、ミッションコントロールは事故の直前、クラークにいくつかの小さな仕事を依頼した。彼女は、今は忙しいが数分で手が空くと答えた。彼女は、「心配しないで。あなたは世界中の時間を持っているんだから。」と語った。
彼女から友達や家族への最後のメッセージはコロンビア号から送信された電子メールだった。

## 引用句
| 「                                              | Life continues in lots of places -- and life is a magical thing. | 」 |
| —Laurel Clark, in reference to her rose bushes. |                                                                  |    |